# Yosuke Ideguchi
Yosuke Ideguchi (井手口 陽介, Ideguchi Yosuke), né le 23 août 1996 à Fukuoka (Japon), est un footballeur international japonais évoluant au poste de milieu de terrain à Vissel Kobe.

## Biographie

### En club
Il remporte une Coupe du Japon avec le club du Gamba Osaka. Il participe avec cette équipe à la Ligue des champions d'Asie.
Le 1er janvier 2018, il rejoint Leeds United, mais le 4 janvier il est prêté jusqu'à la fin de la saison au club espagnol de Cultural Leonesa. Le 21 août 2018, il est prêté pour la saison au club allemand de Greuther Fürth.

### En équipe nationale
Avec les moins de 19 ans, il participe au championnat d'Asie des moins de 19 ans en 2014. Lors de cette compétition, il inscrit un but contre le Viêt Nam. Le Japon atteint les quarts de finale de la compétition, en étant battu par la Corée du Nord.
Il dispute en janvier 2016 le championnat d'Asie des moins de 23 ans organisé au Qatar. Lors de cette compétition, il inscrit un but contre l'Arabie saoudite. Le Japon remporte le tournoi en battant la Corée du Sud en finale. Il participe ensuite en mai 2016 au Tournoi de Toulon. Il est dans la foulée retenu par le sélectionneur Makoto Teguramori afin de participer aux Jeux olympiques d'été organisés au Brésil. Lors du tournoi olympique, il joue deux matchs : contre la Colombie, et la Suède.
Le 11 novembre 2016, il figure pour la première fois sur le banc des remplaçants de l'équipe nationale A, mais sans entrer en jeu, lors d'une rencontre amicale contre Oman (large victoire 4-0). Le 7 juin 2017, il reçoit finalement sa première sélection en équipe du Japon, en amical contre la Syrie, où il joue 37 minutes (score : 1-1). Le 31 août de la même année, il inscrit son premier but avec le Japon, contre l'Australie. Ce match gagné 2-0 rentre dans le cadre des éliminatoires du mondial 2018. Le 12 décembre de la même année, il marque son deuxième but, contre la Chine, à l'occasion de la Coupe d'Asie de l'Est (victoire 2-1).

## Palmarès
- Vainqueur du championnat d'Asie des moins de 23 ans en 2016 avec l'équipe du Japon
- Deuxième de la Coupe d'Asie de l'Est en 2017 et 2019 avec l'équipe du Japon
- Vice-champion du Japon en 2015 et 2020 avec le Gamba Osaka
- Vainqueur de la Coupe du Japon en 2015 avec le Gamba Osaka
- Finaliste de la Coupe de la Ligue japonaise en 2016 avec le Gamba Osaka
- Finaliste de la Supercoupe du Japon en 2016 avec le Gamba Osaka